# Jaska Raatikainen
Jaska Ilmari Raatikainen sau Jaska W. Raatikainen (n. 18 iulie 1979, Lappeenranta, Espoo, Finlanda) este bateristul trupei de metal finlandez Children of Bodom.
1. 1 2   https://www.metal-archives.com/artists/Jaska_Raatikainen/2032 Lipsește sau este vid: |title= (ajutor)